# Fanny Ardant
Fanny Marguerite Judith Ardant, född 22 mars 1949 i Saumur i Maine-et-Loire, är en fransk skådespelerska.

## Filmografi i urval
- 1981 – Kvinnan i huset bredvid
- 1983 – Äntligen söndag!
- 1984 – Swann och kärleken
- 1987 – Familjen
- 1989 – Australia
- 1995 – Sabrina
- 1995 – Bortom molnen
- 1996 – Löjets skimmer
- 1998 – Elizabeth
- 1998 – Serverat
- 1999 – Augustin, roi du Kung-fu
- 2002 – Callas Forever
- 2002 – 8 kvinnor
- 2003 – Nathalie...
- 2006 – Paris, je t'aime
- 2007 – Korsande vägar
- 2008 – Il Divo